# Mursa dinawa
Mursa dinawa är en fjärilsart som beskrevs av Bethune-Baker 1908. Mursa dinawa ingår i släktet Mursa och familjen nattflyn. Inga underarter finns listade i Catalogue of Life.